# Torfowisko Wieliszewo 6
Torfowisko Wieliszewo 6 – użytek ekologiczny w województwie pomorskim, w powiecie słupskim, w gminie Dębnica Kaszubska, w obrębie ewidencyjnym Łabiszewo, około 2,8 km na wschód od północnych zabudowań tejże wsi, a także około 2 km na północ od miejscowości Podole Małe, na obszarze Wysoczyzny Damnickiej, utworzony 13 maja 2008 na mocy Uchwały Nr XV/80/2008 Rady Gminy Dębnica Kaszubska z dnia 14 lutego 2008 r. w sprawie utworzenia użytków ekologicznych. Całkowita powierzchnia użytku wynosi 0,37 ha.
Przedmiotem ochrony jest bardzo dobrze zachowane torfowisko wysokie porośnięte młodym borem bagiennym oraz brzeziną bagienną (siedlisko przyrodnicze 7110 – torfowiska wysokie z roślinnością torfotwórczą (żywe)) o strukturze kępkowo-dolinkowej, będące częścią kompleksu torfowisk wysokich typu bałtyckiego „Torfowisko Wieliszewo”, które z kolei jest częścią torfowiska „Wieliszewskie Bagna” o łącznej powierzchni 133,70 ha.

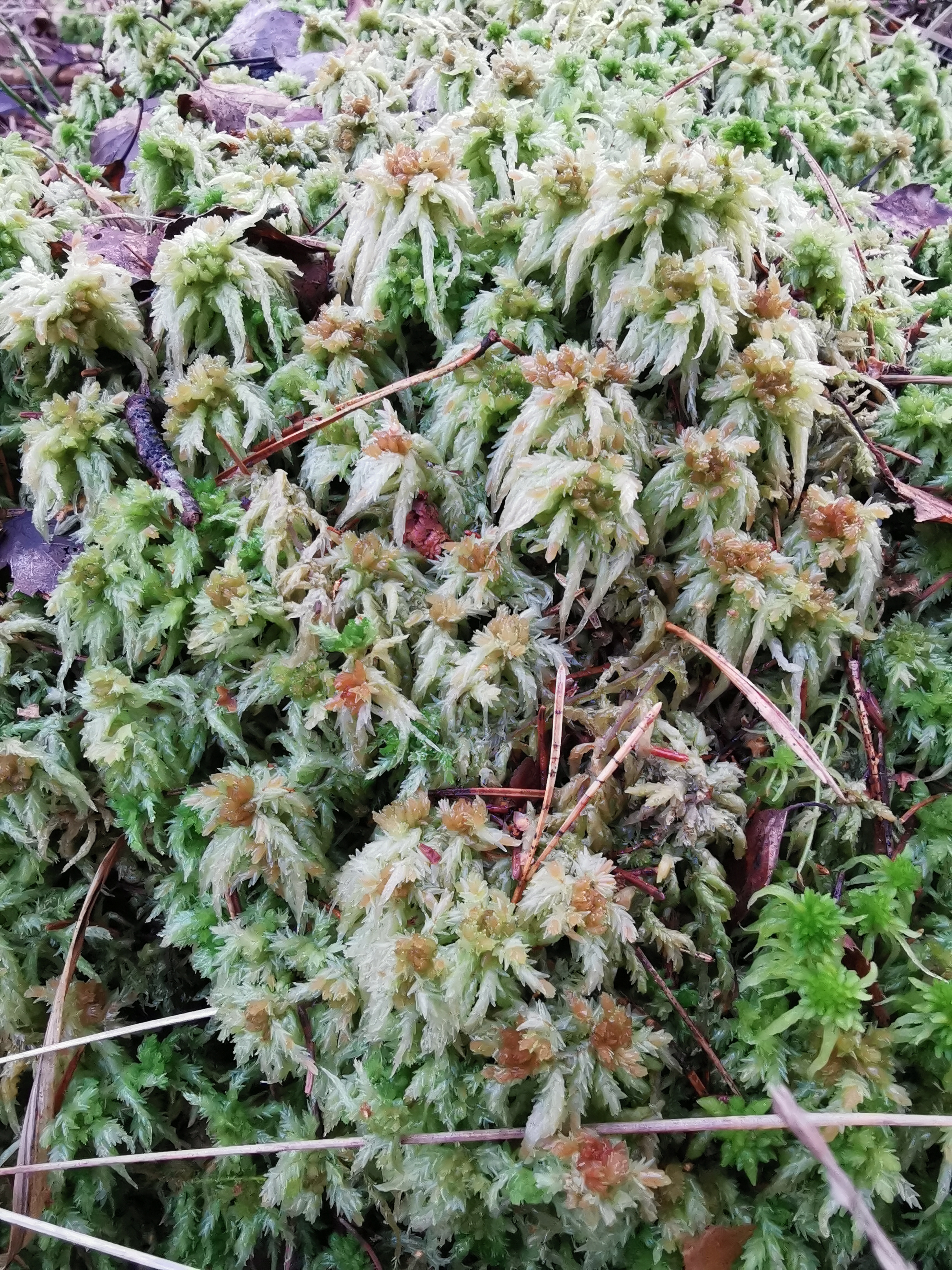
Sphagnum sp. w obszarze użytku

Na dzień powołania użytku występowało tam sześć gatunków roślin objętych ochroną ścisłą, m.in. rosiczka okrągłolistna (Drosera rotundifolia), oraz trzy gatunki objęte ochroną częściową, m.in. bagno zwyczajne (Rhododendron tomentosum). Oprócz nich stwierdzono występowanie wełnianki pochwowatej (Eriophorum vaginatum). Wśród drzew rosnących na torfowisku dominują sosny zwyczajne (Pinus sylvestris) i brzozy brodawkowate (Betula pendula).
Właścicielem gruntu jest Skarb Państwa, zarządcą „Lasy Państwowe” Nadleśnictwo Łupawa – w obszarze leśnictwa Podole Małe. W bezpośrednim sąsiedztwie „Torfowiska Wieliszewo 6” położone są „Torfowisko Wieliszewo 5”. Około 450 m na północ leży „Torfowisko Wieliszewo 4”, a około 350 m na południe „Torfowisko Wieliszewo 7”.